# Molophilus scaber
Molophilus scaber là một loài ruồi trong họ Limoniidae. Chúng phân bố ở miền Australasia.